# Gerichtsbezirk Kastelruth
Der Gerichtsbezirk Kastelruth war ein dem Bezirksgericht Kastelruth unterstehender Gerichtsbezirk in der Gefürsteten Grafschaft Tirol. Der Gerichtsbezirk umfasste das Grödental sowie Teile südlichen des Eisacktals und gehörte zum Bezirk Bozen. Nach dem Ersten Weltkrieg musste Österreich den gesamten Gerichtsbezirk an Italien abtreten. Das Gebiet des ehemaligen Gerichtsbezirks Kastelruth ist heute Teil der Bezirksgemeinschaft Salten-Schlern.

## Geschichte
Der Gerichtsbezirk Kastelruth wurde durch eine 1849 beschlossene Kundmachung der Landes-Gerichts-Einführungs-Kommission geschaffen und umfasste ursprünglich die fünf Gemeinden Kastelruth, St. Ulrich, St. Kristian, Völs und Wolkenstein.
Der Gerichtsbezirk Kastelruth bildete im Zuge der Trennung der politischen von der judikativen Verwaltung
ab 1868 gemeinsam mit den Gerichtsbezirken Bozen, Kaltern, Klausen, Neumarkt und Sarnthal den Bezirk Bozen.
Der Gerichtsbezirk wies 1869 eine Bevölkerung von 7.750 Personen auf. 1910 wurden für den Gerichtsbezirk 8.993 Personen ausgewiesen, von denen 4.706 Deutsch (52,3 %) und 4.212 Italienisch oder Ladinisch (46,8 %) als Umgangssprache angaben. Die ladinische Bevölkerung stellte dabei in den drei Gemeinden des Grödentals St. Christina, St. Ulrich und Wolkenstein die absolute Mehrheit.
Durch die Grenzbestimmungen des am 10. September 1919 abgeschlossenen Vertrages von Saint-Germain wurde der Gerichtsbezirk Kastelruth zur Gänze Italien zugeschlagen.

## Gerichtssprengel
Der Gerichtssprengel umfasste vor dem Ende des Ersten Weltkriegs die fünf Gemeinden Kastelruth (Castelrotto), St. Christina in Gröden, St. Ulrich in Gröden (Ortisei), Völs am Schlern und Wolkenstein in Gröden (Selva di Val Gardena).